# Juanita Urrea
Juanita Urrea Posada (Armenia, 13 de septiembre de 2000) es una profesional en ingeniería industrial, modelo y reina de belleza colombiana, que participó en Señorita Colombia 2022 el 13 de noviembre de 2022, donde logró el título de Segunda Princesa. Representó a Colombia en Miss Internacional 2024.

## Biografía
Juanita Urrea nació en Armenia, el 13 de septiembre de 2000. Durante su niñez y juventud vivió entre Buenaventura, Cartago y finalmente Cali donde terminó sus estudios de bachillerato en el Colegio Hispanoamericano.
Posteriormente cursó sus estudios universitarios en la Universidad ICESI en el pregrado de Ingeniería Industrial. Además del español, habla fluidamente inglés.

## Trayectoria en los concursos de belleza

### Señorita Valle 2022
Juanita fue designada como Señorita Valle luego de un proceso evaluativo de entrevistas, fotografías y preparación general e intelectual.

### Señorita Colombia 2022
El 13 de noviembre de 2022 se llevó a cabo la final de Concurso Nacional de Belleza en Cartagena de Indias donde Juanita logró el título de Segunda Princesa Nacional siendo Sofía Osío de Atlántico la ganadora del certamen.

### Miss Internacional 2024
Luego de que en cancelarse la edición 2023 del Concurso Nacional de Belleza que se realizaría como es costumbre en noviembre del mismo año en la ciudad de Cartagena, el 29 de diciembre de 2023 la junta directiva del concurso tomó la decisión de designar a Juanita Urrea como la representante de Colombia en el concurso japonés de Miss Internacional para la edición 2024.